# 7203 Sigeki
7203 Sigeki (1995 DG2) là một tiểu hành tinh vành đai chính được phát hiện ngày 27 tháng 2 năm 1995 bởi S. Otomo ở Kiyosato.